# Galway Girl (Ed Sheeran)
"Galway Girl" is een nummer van de Britse singer-songwriter Ed Sheeran. Het nummer verscheen op zijn album ÷ uit 2017. Op 17 maart van dat jaar werd het nummer uitgebracht als de derde single van het album.

## Achtergrond
Sheeran schreef "Galway Girl" samen met de Ierse folkband Beoga en nam het ook samen met hen op, waardoor de invloed uit de Ierse folk duidelijk te horen is. Een deel van de melodie van het nummer is geïnspireerd door het Beoga-nummer "Minute 5" van het album How to Tune a Fish uit 2011. Sheeran zei over de totstandkoming van het nummer: "Ik bedacht dit nummer met Foy, en Johnny en Amy. We waren aan het opnemen in Suffolk en we zaten net in de tuin, en we hadden de Ierse folkband Beoga die hier een paar nummers kwamen opnemen. En ik had zoiets van: Beoga zouden hier twee of drie dagen zijn, het zou jammer zijn om deze tijd te verspillen, waarom proberen we niet om samen een ander nummer te schrijven? [...] Zij hebben een nummer genaamd "Minute 5", dat die riff is. Dus ik zei: "Kunnen jullie dat hierop proberen?" En dat deden zij, en het klonk briljant, dus we hielden het zo."
In een ander interview vertelde Sheeran dat de openingsregel, "She played the fiddle in an Irish band" (Zij speelde de viool in een Ierse band), was geïnspireerd door Niamh Dunne van Beoga, maar dat de rest van het nummer was verzonnen en niet over een specifiek persoon gaat; Dunne is geboren in County Limerick en is getrouwd met een Ierse man. Sheeran wist dat Steve Earle in 2000 ook een nummer met de titel "Galway Girl" had opgenomen, maar dat hij toch zijn eigen nummer dezelfde titel gaf: "Ik probeerde eigenlijk om een andere [titel] te vinden. Ik probeerde Wexford Girl en [Clonakilty] Girl en Cork Girl... maar deze werkten allemaal niet. Maar het hele punt van folkliedjes is om inspiratie uit het verleden te halen en er iets nieuws van te maken - dus mensen moeten het maar gewoon accepteren." Tijdens een concert in Dublin in 2017 speelde Sheeran het eerste couplet van het nummer van Earle samen met Beoga, gevolgd door zijn eigen nummer.
Op Saint Patrick's Day 2017, op 17 maart, werd "Galway Girl" uitgebracht als single, maar Sheeran moest wel vechten om het nummer op zijn album te krijgen: "Zij waren heel, heel erg tegen "Galway Girl", want kennelijk is folkmuziek niet cool." De single werd een nummer 1-hit in Ierland, IJsland, Schotland, Slovenië en Slowakije en bereikte wereldwijd de top 10. In het Verenigd Koninkrijk kwam het tot de tweede plaats, terwijl in Nederland en Vlaanderen respectievelijk de zevende en tweede plaats in de Top 40 en de Ultratop 50 werd gehaald. In de Verenigde Staten kwam het nummer slechts tot de 53e positie.
Op 11 april 2017 filmde Sheeran zelf de videoclip van "Galway Girl" in de Ierse stad Galway met een camera op zijn borst. De clip werd geregisseerd door Jason Koenig, die ook de videoclip van "Shape of You" regisseerde, en Johnny Valencia. In de videoclip, uitgebracht op 3 mei 2017, laat actrice Saoirse Ronan diverse plaatsen in Galway zien aan Sheeran.

## Hitnoteringen

### Nederlandse Top 40
| Hitnotering: 22-04-2017 t/m 12-08-2017 | Hitnotering: 22-04-2017 t/m 12-08-2017 | Hitnotering: 22-04-2017 t/m 12-08-2017 | Hitnotering: 22-04-2017 t/m 12-08-2017 | Hitnotering: 22-04-2017 t/m 12-08-2017 | Hitnotering: 22-04-2017 t/m 12-08-2017 | Hitnotering: 22-04-2017 t/m 12-08-2017 | Hitnotering: 22-04-2017 t/m 12-08-2017 | Hitnotering: 22-04-2017 t/m 12-08-2017 | Hitnotering: 22-04-2017 t/m 12-08-2017 | Hitnotering: 22-04-2017 t/m 12-08-2017 | Hitnotering: 22-04-2017 t/m 12-08-2017 | Hitnotering: 22-04-2017 t/m 12-08-2017 | Hitnotering: 22-04-2017 t/m 12-08-2017 | Hitnotering: 22-04-2017 t/m 12-08-2017 | Hitnotering: 22-04-2017 t/m 12-08-2017 | Hitnotering: 22-04-2017 t/m 12-08-2017 | Hitnotering: 22-04-2017 t/m 12-08-2017 | Hitnotering: 22-04-2017 t/m 12-08-2017 |
| Week                                   | 1                                      | 2                                      | 3                                      | 4                                      | 5                                      | 6                                      | 7                                      | 8                                      | 9                                      | 10                                     | 11                                     | 12                                     | 13                                     | 14                                     | 15                                     | 16                                     | 17                                     |                                        |
| -------------------------------------- | -------------------------------------- | -------------------------------------- | -------------------------------------- | -------------------------------------- | -------------------------------------- | -------------------------------------- | -------------------------------------- | -------------------------------------- | -------------------------------------- | -------------------------------------- | -------------------------------------- | -------------------------------------- | -------------------------------------- | -------------------------------------- | -------------------------------------- | -------------------------------------- | -------------------------------------- | -------------------------------------- |
| Nummer                                 | 28                                     | 12                                     | 10                                     | 9                                      | 8                                      | 8                                      | 7                                      | 8                                      | 9                                      | 11                                     | 14                                     | 17                                     | 20                                     | 24                                     | 28                                     | 32                                     | 39                                     | uit                                    |

### Single Top 100
| Hitnotering week 1 t/m 31: 11-03-2017 t/m 07-10-2017 Hitnotering week 32: 28-10-2017 Hitnotering week 33: 06-01-2018 | Hitnotering week 1 t/m 31: 11-03-2017 t/m 07-10-2017 Hitnotering week 32: 28-10-2017 Hitnotering week 33: 06-01-2018 | Hitnotering week 1 t/m 31: 11-03-2017 t/m 07-10-2017 Hitnotering week 32: 28-10-2017 Hitnotering week 33: 06-01-2018 | Hitnotering week 1 t/m 31: 11-03-2017 t/m 07-10-2017 Hitnotering week 32: 28-10-2017 Hitnotering week 33: 06-01-2018 | Hitnotering week 1 t/m 31: 11-03-2017 t/m 07-10-2017 Hitnotering week 32: 28-10-2017 Hitnotering week 33: 06-01-2018 | Hitnotering week 1 t/m 31: 11-03-2017 t/m 07-10-2017 Hitnotering week 32: 28-10-2017 Hitnotering week 33: 06-01-2018 | Hitnotering week 1 t/m 31: 11-03-2017 t/m 07-10-2017 Hitnotering week 32: 28-10-2017 Hitnotering week 33: 06-01-2018 | Hitnotering week 1 t/m 31: 11-03-2017 t/m 07-10-2017 Hitnotering week 32: 28-10-2017 Hitnotering week 33: 06-01-2018 | Hitnotering week 1 t/m 31: 11-03-2017 t/m 07-10-2017 Hitnotering week 32: 28-10-2017 Hitnotering week 33: 06-01-2018 | Hitnotering week 1 t/m 31: 11-03-2017 t/m 07-10-2017 Hitnotering week 32: 28-10-2017 Hitnotering week 33: 06-01-2018 | Hitnotering week 1 t/m 31: 11-03-2017 t/m 07-10-2017 Hitnotering week 32: 28-10-2017 Hitnotering week 33: 06-01-2018 | Hitnotering week 1 t/m 31: 11-03-2017 t/m 07-10-2017 Hitnotering week 32: 28-10-2017 Hitnotering week 33: 06-01-2018 | Hitnotering week 1 t/m 31: 11-03-2017 t/m 07-10-2017 Hitnotering week 32: 28-10-2017 Hitnotering week 33: 06-01-2018 | Hitnotering week 1 t/m 31: 11-03-2017 t/m 07-10-2017 Hitnotering week 32: 28-10-2017 Hitnotering week 33: 06-01-2018 | Hitnotering week 1 t/m 31: 11-03-2017 t/m 07-10-2017 Hitnotering week 32: 28-10-2017 Hitnotering week 33: 06-01-2018 | Hitnotering week 1 t/m 31: 11-03-2017 t/m 07-10-2017 Hitnotering week 32: 28-10-2017 Hitnotering week 33: 06-01-2018 | Hitnotering week 1 t/m 31: 11-03-2017 t/m 07-10-2017 Hitnotering week 32: 28-10-2017 Hitnotering week 33: 06-01-2018 | Hitnotering week 1 t/m 31: 11-03-2017 t/m 07-10-2017 Hitnotering week 32: 28-10-2017 Hitnotering week 33: 06-01-2018 | Hitnotering week 1 t/m 31: 11-03-2017 t/m 07-10-2017 Hitnotering week 32: 28-10-2017 Hitnotering week 33: 06-01-2018 |
| Week | 1 | 2 | 3 | 4 | 5 | 6 | 7 | 8 | 9 | 10 | 11 | 12 | 13 | 14 | 15 | 16 | 17 | 18 |
| --- | --- | --- | --- | --- | --- | --- | --- | --- | --- | --- | --- | --- | --- | --- | --- | --- | --- | --- |
| Positie | 6 | 6 | 19 | 15 | 18 | 17 | 17 | 16 | 16 | 16 | 16 | 19 | 26 | 22 | 22 | 28 | 38 | 28 |
| Week | 19 | 20 | 21 | 22 | 23 | 24 | 25 | 26 | 27 | 28 | 29 | 30 | 31 | | 32 | | 33 | |
| Positie | 35 | 38 | 44 | 52 | 53 | 53 | 65 | 80 | 86 | 94 | 95 | 98 | 99 | uit | 98 | uit | 80 | uit |

### NPO Radio 2 Top 2000
| Nummer met noteringen in de NPO Radio 2 Top 2000 | '17  | '18 | '19  | '20  | '21  | '22  | '23  | '24  |
| ------------------------------------------------ | ---- | --- | ---- | ---- | ---- | ---- | ---- | ---- |
| Galway Girl                                      | 1689 | 691 | 1092 | 1550 | 1393 | 1705 | 1840 | 1832 |

1. ↑  Een vetgedrukt getal geeft de hoogste notering aan.
2. ↑  2017 was het eerste jaar met een notering voor dit nummer.